# Distretto di Gazelle
Il distretto di Gazelle, in inglese Gazelle District, è un distretto della Papua Nuova Guinea appartenente alla Provincia della Nuova Britannia Orientale. Ha una superficie di 3.700 km² e 93.000 abitanti (stima nel 2000)